# ديف أرمسترونغ (كاتب العمود)
ديف أرمسترونغ (بالإنجليزية: Dave Armstrong)‏ هو كاتب العمود نيوزيلندي، ولد في 1961 في نيوزيلندا.